# Graphium cloanthus
Graphium cloanthus är en fjärilsart som beskrevs av John Obadiah Westwood 1841. Graphium cloanthus ingår i släktet Graphium och familjen riddarfjärilar. Inga underarter finns listade i Catalogue of Life.

## Bildgalleri

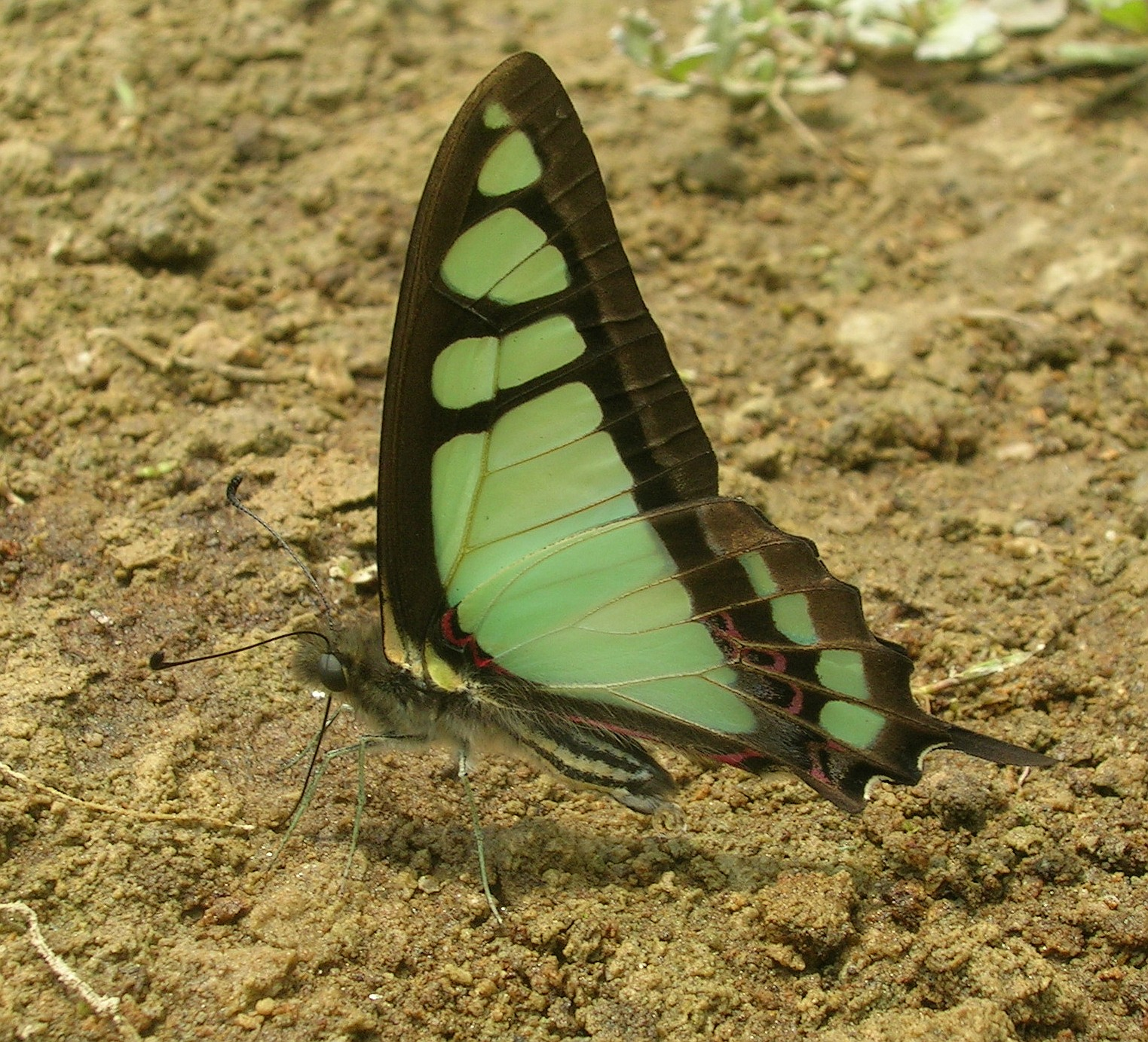